# Etruskische schilderkunst

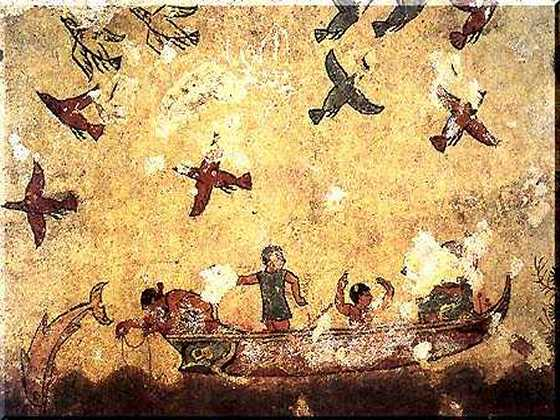
Het Graf van de Jacht en de Visvangst, necropolis van Monterozzi, Tarquinia

De Etruskische schilderkunst was de meest verfijnde van alle pre-Romeinse schilderkunst in Italië. Deze stijl is met name bekend van de fresco's uit graven van de Etrusken en beschilderd keramiek. Ook na het verlies van de onafhankelijkheid door de stadstaten, die plaatsvond rond 280 v. Chr., bleef de funeraire schilderkunst, samen met de Etruskische religie, bestaan tot in de 2de eeuw v. Chr. De belangrijkste vindplaatsen van deze fresco's zijn Tarquinia, Caere, Veii en Sarteano. De bekendste graven werden pas in de 19de eeuw geopend.
De Tomba delle Leonesse (Graf van de leeuwinnen) in Tarquinia werd in 1873 ontdekt.

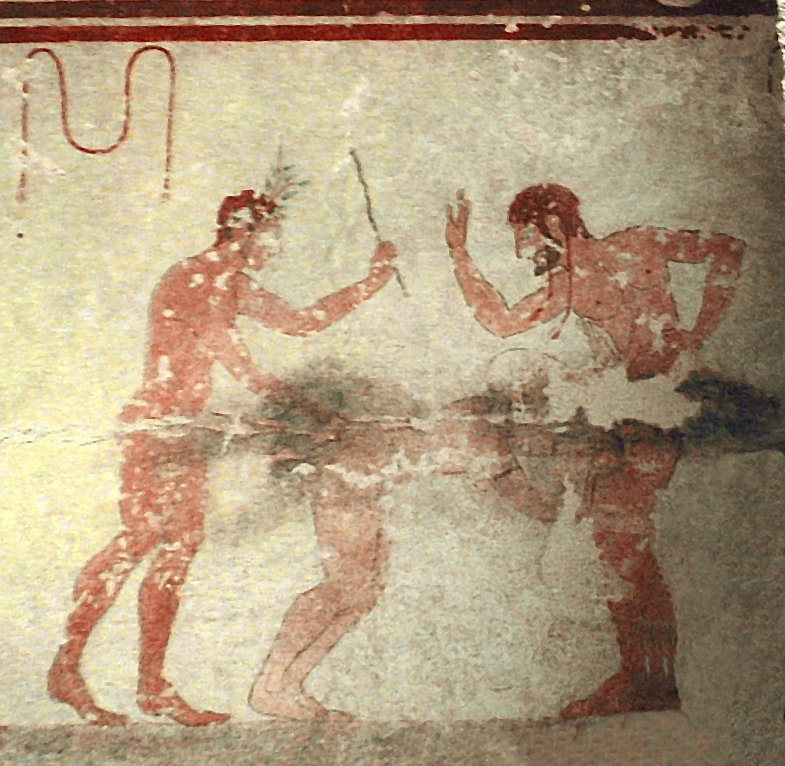
Erotische scène (Tarquinia) eind 5de eeuw v. Chr.

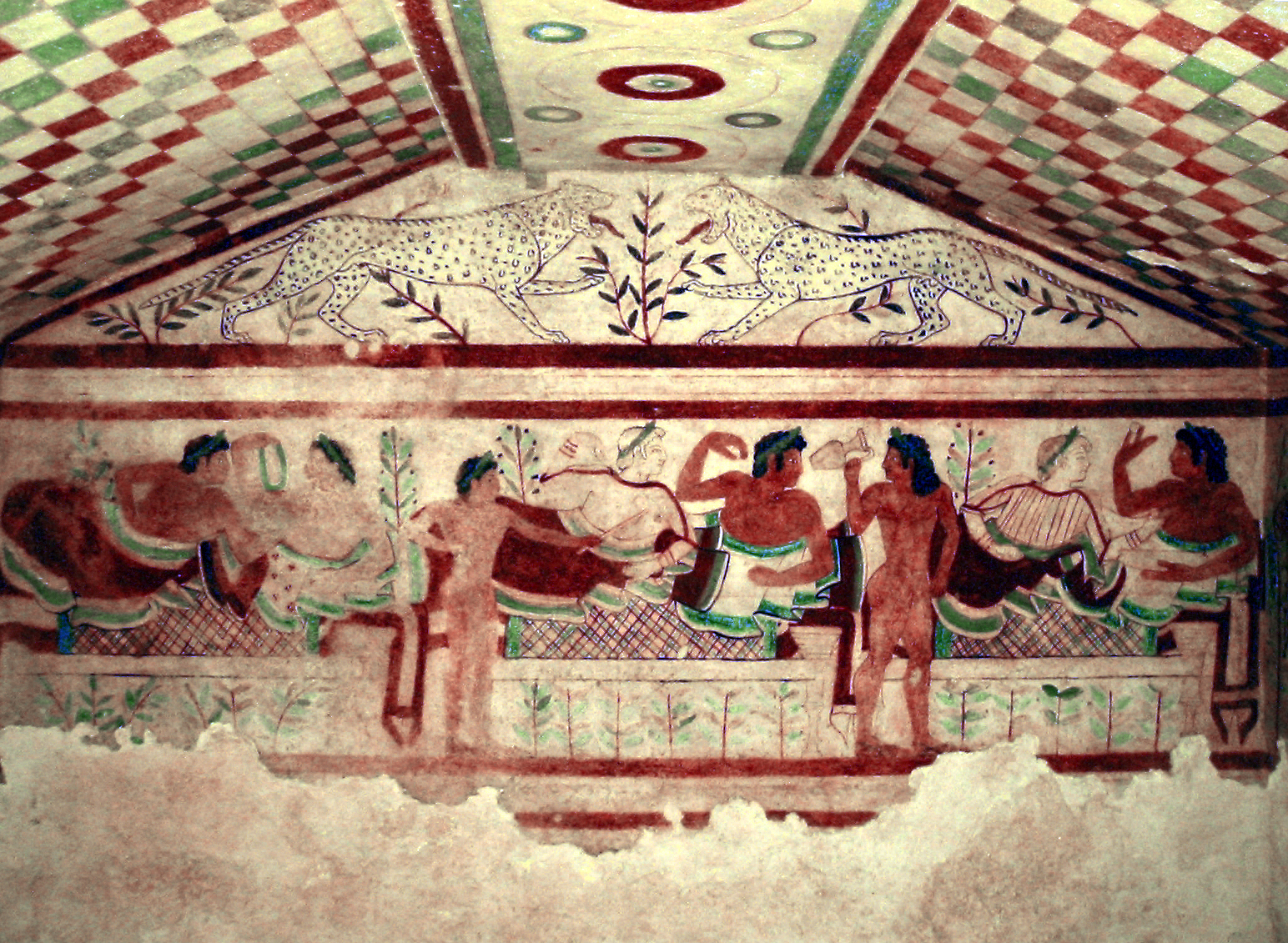
Het Graf van de Luipaarden uit de necropolis van Monterozzi, Tarquinia

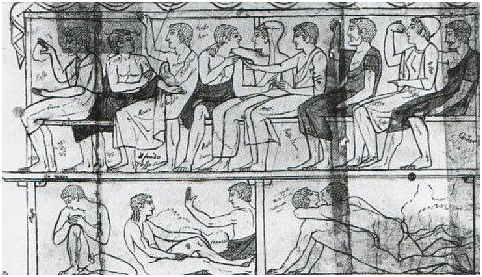
Tombe van de Bigas in Tarquina

## Necropolis van Monterozzi bij Tarquinia
De necropolis van Monterozzi in Tarquinia bevat fresco's met taferelen uit het dagelijks leven van de rijkere bovenlaag uit de Etruskische samenleving. Men vermoedt dat in de 2e helft van de 6e eeuw voor Chr. Griekse kunstenaars die zich in Tarquinia gevestigd hadden, actief meegewerkt hebben aan deze fresco's, doch dit blijft een punt van discussie.
De fresco's werden gemaakt door met verf op een laag verse natte kalk te schilderen. Door een laagje verf boven op de nog vochtige kalk aan te brengen, werd de schildering een deel van de kalk wanneer die opdroogde en op die manier een integraal deel van de muur. Kleurstoffen (pigmenten) werden gemaakt uit gesteenten en mineralen en werden vermengd om te schilderen.
Het graf van de Jacht en de Visvangst is uniek door de voorstelling van het landschap. Bovendien gaat de mens hier op in de natuur. De vogels die boven een bootje vliegen trekken meer de aandacht dan de nietige menselijke figuren. De mens is hier niet "de maat van alle dingen", maar slechts een deeltje van de kosmos. Een vissersboot vaart op zee. Op een andere muur ziet men een naakte zwemmer die van een rots in het water springt met het hoofd omlaag. Op alle muren ziet men zwermen vogels. Voor het vissersbootje zwemt een dolfijn.
Het Graf van de Tuchtiging, dat dateert uit het einde van de 5de eeuw v. Chr. bevat erotische scènes, die wellicht met een magische bedoeling gekozen werden, namelijk het afweren van boze geesten. Er was een fresco, dat nu zwaar beschadigd is, waarin twee mannen een vrouw die tussen hen in staat, slaan met de blote hand en met een stok. De vrouw staat voorovergebogen en houdt haar hoofd dicht bij het bekken van de man die voor haar staat. Aangezien de andere schilderingen in hetzelfde graf erotisch zijn, zou het kunnen dat ze een fellatio doet, maar door de beschadiging van de wand is dat niet met zekerheid te zeggen.
Afgezien van het geloof in magie dat de Etrusken deelden met Egyptenaren en Feniciërs vormt dit fresco een van de aanwijzingen dat de moderne feministische mythe van volledige sociale gelijkheid tussen man en vrouw bij de Etruskische aristocratie, ontstaan in de jaren zeventig van vorige eeuw, niet op werkelijkheid berust. Nergens blijkt uit archeologische vondsten dat een vrouw het recht had om een man te slaan, terwijl het omgekeerde blijkbaar wel zo algemeen aanvaard was, zo normaal, dat het zelfs op de wand van een graf afgebeeld werd.
Het Graf van de Leeuwinnen rond 520 v. Chr. heeft een fresco met vogels aan de hemel, dolfijnen en taferelen uit het leven van de Etruskische aristocratie. Het is genoemd naar de twee leeuwinnen die links en rechts van een zuiltje onder het dak zijn weergegeven.
Andere graven met fresco's zijn het Graf van het Triclinium, Graf van de Stieren, het Orcus-graf, het Orcus II-graf, het Graf van de Auguren en het Graf der Luipaarden. In totaal werden een honderdtal graven met fresco's in de heuvel van Monterozzi gevonden.
In de graven komen tal van scènes uit het dagelijks leven voor. De erotische afbeeldingen behelzen zowel heteroseksuele als homoseksuele bezigheden.

## Schilderingen op keramiek
Vazen werden zoals in Griekenland soms beschilderd met motieven uit de Griekse mythen en sagen, zoals de Trojaanse Oorlog of uit de eigen lokale godenwereld.
De plaatselijke productie van Etruskische vazen begon waarschijnlijk in de 7de eeuw v. Chr. Oorspronkelijk diende het type met zwarte figuren uit Korinthe en uit het oosten van de Griekse wereld als voorbeelden. Men neemt aan dat in de vroegste fase vazen vooral beschilderd werden door ingeweken Griekse schilders. De eerste belangrijke stijl was die van de zogenaamde Pontische vazen, geïnspireerd door Atheense voorbeelden. Die werd tussen 530 en 500 v. Chr. opgevolgd door de Micali-schilder en zijn atelier. Zij produceerden vooral amforen. De stijl met zwarte figuren eindigde rond 480 v. Chr.